# 圣莫尔 (汝拉省)
圣莫尔（法語：Saint-Maur，法語發音：[sɛ̃ mɔʁ] ⓘ）是法国汝拉省的一个市镇，位于该省中西部偏南，属于隆斯勒索涅区。

## 地理
圣莫尔（46°36'55"N, 5°35'24"E）面积6.5 平方千米，位于法国勃艮第-弗朗什-孔泰大區汝拉省，该省份为法国东部内陆省份，北起上索恩省，西北接科多尔省，西临索恩-卢瓦尔省，南至安省，东与杜省和瑞士接壤。
与圣莫尔接壤的市镇（或旧市镇、城区）包括：勒维尼、阿列兹、普瓦德菲奥勒、韦尔南图瓦。
圣莫尔的时区为UTC+01:00、UTC+02:00（夏令时）。

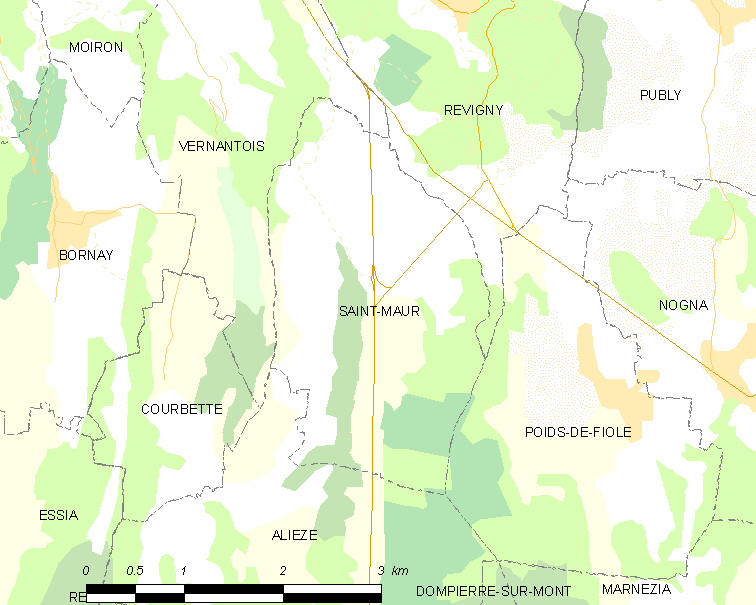
圣莫尔的OSM定位图

## 行政
圣莫尔的邮政编码为39570，INSEE市镇编码为39492。

## 政治
圣莫尔所属的省级选区为波利尼县。

## 人口

1962-2008年间圣莫尔人口变化图示

圣莫尔于2022年1月1日时的人口数量为214人。